# Touch Me!
Touch Me! é o oitavo álbum de estúdio de Mai Kuraki, lançado em 21 de janeiro de 2009.

## Informação
No Japão e Taiwan, o álbum provou ser bem sucedido em ambos os países. No Japão, Touch Me! estreou em primeiro lugar no ranking diário da Oricon. Na semana de lançamento o álbum apareceu na primeira posição no ranking semanal da Oricon, com uma vendagem de 50.250 unidades. Fazia cinco anos que Mai Kuraki não tinha um álbum em primeiro lugar no ranking da Oricon, isso foi quebrado com o lançamento de Touch Me!, até então o último álbum que havia alcançado a primeira posição era Wish You the Best (2004).
Em Taiwan, o álbum estreou em primeiro lugar na parada de j-pop, com 8,75% das vendas no ranking. O álbum ficou no topo da tabela na sua segunda semana e em terceiro lugar, com 6,55% e 4,38% das vendas, respectivamente. Em sua quarta semana na parada, Touch Me! caiu para a terceira posição, com 2.28% das vendas. A primeira colocação foi ocupada pela boy band da Coreia do Sul, com o single em idioma japonês, "Bolero/Kiss the Baby Sky/Wasurenaide", a segunda posição foi ocupada com a Trilha-sonora de Gake no Ue no Ponyo.

## Singles
O primeiro single para o álbum foi um duplo A-side, "Yume ga Saku Haru/You and Music and Dream" que foi lançado em 19 de março de 2008. O single estreou em quinto lugar no ranking semanal da Oricon, com vendas de 20.390 unidades na primeira semana. O segundo single, "Ichibyōgoto ni Love for You", foi lançado em 9 de julho de 2008, onde entrou na posição número sete no ranking e vendeu 21.061 unidades em sua primeira semana. O terceiro e último single para o álbum foi "24 Xmas Time", que foi lançado em 26 de novembro de 2008, que também também alcançou o número sete vendendo 21.002 unidades em sua primeira semana, 59 unidades a menos que "Ichibyōgoto ni Love for You".

## Faixas[1]
| N.º | Título                                          | Duração |  |
| 1.  | ""Touch Me!""                                   | 5:09    |  |
| 2.  | ""Ichibyōgoto ni Love for You""                 | 3:57    |  |
| 3.  | ""Break the Tone""                              | 3:32    |  |
| 4.  | ""Yume ga Saku Haru""                           | 3:54    |  |
| 5.  | ""I Can't Believe You!!""                       | 3:50    |  |
| 6.  | ""Secret Lover""                                | 3:43    |  |
| 7.  | ""Hello!""                                      | 3:53    |  |
| 8.  | ""24 Xmas Time""                                | 4:14    |  |
| 9.  | ""Catch""                                       | 4:14    |  |
| 10. | ""You and Music and Dream""                     | 4:06    |  |
| 11. | ""Top of the World""                            | 3:00    |  |
| 12. | "Yume ga Saku Haru: Remix (夢が咲く春 -remix-)" | 3:54    |  |

## Posições
| Ranking (2009)                  | Melhor posição | Certificação (certificações) |
| ------------------------------- | -------------- | ---------------------------- |
| Japan Oricon album Daily Chart  | 1              | Ouro                         |
| Japan Oricon album Weekly Chart | 1              | Ouro                         |
| Taiwan Combo Chart              | 12             |                              |
| Taiwan J-Pop Chart              | 1              |                              |

## História de lançamento
| País   | Data       | Gravadora      | Formato |
| ------ | ---------- | -------------- | ------- |
| Japão  | (21/01/09) | Northern Music |         |
| Japão  | (21/01/09) | Northern Music | CD      |
| Taiwan | (21/01/09) | SK-Being       | CD      |